# PAW Patrol
PAW Patrol er en canadisk tv-tegnefilmserie, der blev skabt af Keith Chapman. Serien blev først vist den 12. august 2013 på Nickelodeon i USA og i Canada på TVOKids den 27. august 2013.